# برسسا د بوربا
برسسا د بوربا (به اسپانیایی: Berzosa de Bureba) یک شهرستان در اسپانیا است.